# Герб комуни Еверкалікс
Герб комуни Еверкалікс (швед. Överkalix kommunvapen) — символ шведської адміністративно-територіальної одиниці місцевого самоврядування комуни Еверкалікс. 

## Історія
Сюжет герба походить з парафіяльної печатки 1730 року. Герб ландскомуни Еверкалікс затверджено 1944 року. Перереєстрований після адміністративно-територіальної реформи за комуною 1974 року.

## Опис (блазон)
У срібному полі спинається чорний ведмідь із золотим озброєнням і тримає в передніх лапах золоту сокиру.

## Зміст
В основу герба покладено сюжет із місцевої парафіяльної печатки XVIII ст.